# Военная деятельность в Антарктиде
Военная деятельность в Антарктике была незначительна, так как Антарктида никогда не была постоянно заселена людьми. Договор об Антарктике, вступивший в силу 23 июня 1961 года, запрещает военную деятельность в Антарктике, а военнослужащие и военное оборудование могут использоваться только для научных исследований или любых других мирных целей (такие, как доставки материального обеспечения) на континенте.
Договор об Антарктике запрещает военную деятельность на суше или на шельфовых ледниках ниже 60° ю. ш. В то время как применение ядерного оружия категорически запрещается, Договор не применяется к военно-морской деятельности в этих пределах (в Южном океане) до тех пор, пока это имеет место в открытом море.

## Потенциал для будущих конфликтов
Джон Киган и Эндрю Уиткрофт, в своей книге 1986 года «Зоны конфликтов: Атлас Будущих Войн» отметили, что стратегические интересы в Антарктике исходят от двух причин: экономических и стратегических. Антарктида имеет большую экономическую ценность с точки зрения минеральных и нефтяных ресурсов. Стратегические причины были ясно представлены во времена холодной войны в виде обеспокоенности о сохранении маршрута вокруг мыса Горн, поскольку американские авианосцы не могли проходить через Панамский канал. Фолклендские острова доминируют в проливе Дрейка, в «участке бурной воды, отделяющего Южную Америку от Антарктики». Противостояние Аргентины и Великобритании за владение островами было малоизвестным фактором Фолклендской войны. Однако с распадом Советского Союза и растущей конкуренции за добычу ископаемого топлива, экономическая, а не стратегическая причина потенциально может быть фактором возникновения войны в XXI веке.